# Suore della misericordia di Gravesend
Le Suore della Misericordia (in inglese Sisters of Our Lady of Mercy; sigla R.S.M.) sono un istituto religioso femminile di diritto pontificio.

## Storia
Le origini dell'istituto si ricollegano a quelle delle suore della misericordia fondate nel 1831 a Dublino da Catherine McAuley.
Le prime quattro suore della misericordia giunsero dal convento di Bermondsey a Gravesend il 26 novembre 1860 su richiesta di Thomas Grant, vescovo di Southwark, per assumere la direzione della scuola parrocchiale. Pur conservando la sua natura di casa sui iuris, il 28 maggio 1969 la comunità aderì alla federazione di Gran Bretagna dell'istituto della McAuley.

## Attività e diffusione
Le suore si dedicano a opere in campo educativo, assistenziale e sociale.
La sede generalizia è a Gravesend, nel Kent.
Alla fine del 2015 l'istituto contava 13 religiose e una sola casa.